# Paranoid Android
Paranoid Android is een nummer van de Britse alternatieve-rockband Radiohead en de leadsingle van hun derde studioalbum OK Computer. De tekst van het nummer is grotendeels geschreven door zanger Thom Yorke en gaat over een onaangename ervaring die hij had in een bar in Los Angeles.
Met een lengte van meer dan zes minuten en vier verschillende secties is het "Paranoid Android" aanzienlijk beïnvloed door "Happiness Is a Warm Gun" van The Beatles en Queens "Bohemian Rhapsody". De naam is geïnspireerd door Marvin de paranoïde androïde uit de sciencefictionserie Het Transgalactisch Liftershandboek van Douglas Adams.
Het nummer bereikte nummer 3 in de UK Singles Chart en is verschenen op veel "beste nummers aller tijden"-lijsten, waaronder The 500 Greatest Songs of All Time van Rolling Stone.

## Hitnoteringen
| Paranoid Android in de Nederlandse Single Top 100 - binnen: 14-06-1997 | Paranoid Android in de Nederlandse Single Top 100 - binnen: 14-06-1997 | Paranoid Android in de Nederlandse Single Top 100 - binnen: 14-06-1997 | Paranoid Android in de Nederlandse Single Top 100 - binnen: 14-06-1997 | Paranoid Android in de Nederlandse Single Top 100 - binnen: 14-06-1997 | Paranoid Android in de Nederlandse Single Top 100 - binnen: 14-06-1997 | Paranoid Android in de Nederlandse Single Top 100 - binnen: 14-06-1997 | Paranoid Android in de Nederlandse Single Top 100 - binnen: 14-06-1997 | Paranoid Android in de Nederlandse Single Top 100 - binnen: 14-06-1997 | Paranoid Android in de Nederlandse Single Top 100 - binnen: 14-06-1997 |
| Week                                                                   | 1                                                                      | 2                                                                      | 3                                                                      | 4                                                                      | 5                                                                      | 6                                                                      | 7                                                                      | 8                                                                      |                                                                        |
| ---------------------------------------------------------------------- | ---------------------------------------------------------------------- | ---------------------------------------------------------------------- | ---------------------------------------------------------------------- | ---------------------------------------------------------------------- | ---------------------------------------------------------------------- | ---------------------------------------------------------------------- | ---------------------------------------------------------------------- | ---------------------------------------------------------------------- | ---------------------------------------------------------------------- |
| Nummer                                                                 | 80                                                                     | 69                                                                     | 69                                                                     | 69                                                                     | 61                                                                     | 67                                                                     | 78                                                                     | 76                                                                     | uit                                                                    |

### NPO Radio 2 Top 2000
| Nummer met noteringen in de NPO Radio 2 Top 2000 | '11 | '12 | '13 | '14 | '15 | '16 | '17 | '18 | '19 | '20 | '21 | '22 | '23 | '24 |
| ------------------------------------------------ | --- | --- | --- | --- | --- | --- | --- | --- | --- | --- | --- | --- | --- | --- |
| Paranoid Android                                 | 166 | 152 | 144 | 178 | 200 | 210 | 224 | 301 | 342 | 432 | 439 | 423 | 453 | 413 |

1. ↑  Een vetgedrukt getal geeft de hoogste notering aan.
2. ↑  2011 was het eerste jaar met een notering voor dit nummer.